# Rede Integrada de Transporte
A Rede Integrada de Transporte (RIT) é um sistema de transporte público baseado em ônibus construído a partir do conceito de Bus Rapid Transit (BRT), criado em Curitiba na década de 1970. A RIT conta com 81 quilômetros de corredores de ônibus, geralmente operados por carros biarticulados, que conectam os terminais integrados nas várias regiões da cidade e transportam cerca de 2 milhões de passageiros diariamente. O sistema é operado pela URBS (Urbanização de Curitiba S/A) e a AMEP (Agência de Assuntos Metropolitanos do Paraná ).
Além da interligação por ônibus expressos, os terminais são providos de ônibus alimentadores, que compõem a ramificação secundária deste sistema e atendem aos passageiros dos bairros próximos aos terminais. Adicionalmente, uma outra categoria de ônibus expressos (os chamados ligeirinhos) provê rápido intercâmbio de passageiros entre um terminal e outro, com trajetos diferentes e poucas paradas intermediárias.
A primeira linha de BRT começou a operar em 1974 e o sistema foi projetado para que não apenas transportasse pessoas, mas conduzisse o crescimento urbano. No entanto, o sucesso da rede e o crescimento populacional aumentaram a demanda, o que fez com que a RIT começasse a apresentar sinais de saturação nos últimos anos.
O sistema de transporte público curitibano inspirou diversas cidades no Brasil e em outros países a adotarem estratégias semelhantes. Nacionalmente, Rio de Janeiro, Belo Horizonte e Brasília começaram a implantar canaletas exclusivas para ônibus. Em 1998, Enrique Peñalosa, o então prefeito de Bogotá, capital da Colômbia, decidiu criar um sistema BRT em sua cidade depois que visitou Curitiba. O TransMilenio, o sistema de ônibus rápidos de Bogotá, conta com veículos rápidos que circulam por vias totalmente exclusivas e transporta 1,7 milhão de pessoas todos os dias.  Além disso, a RIT curitibana também serviu como inspiração para mais de 80 países ao redor do mundo.

## História

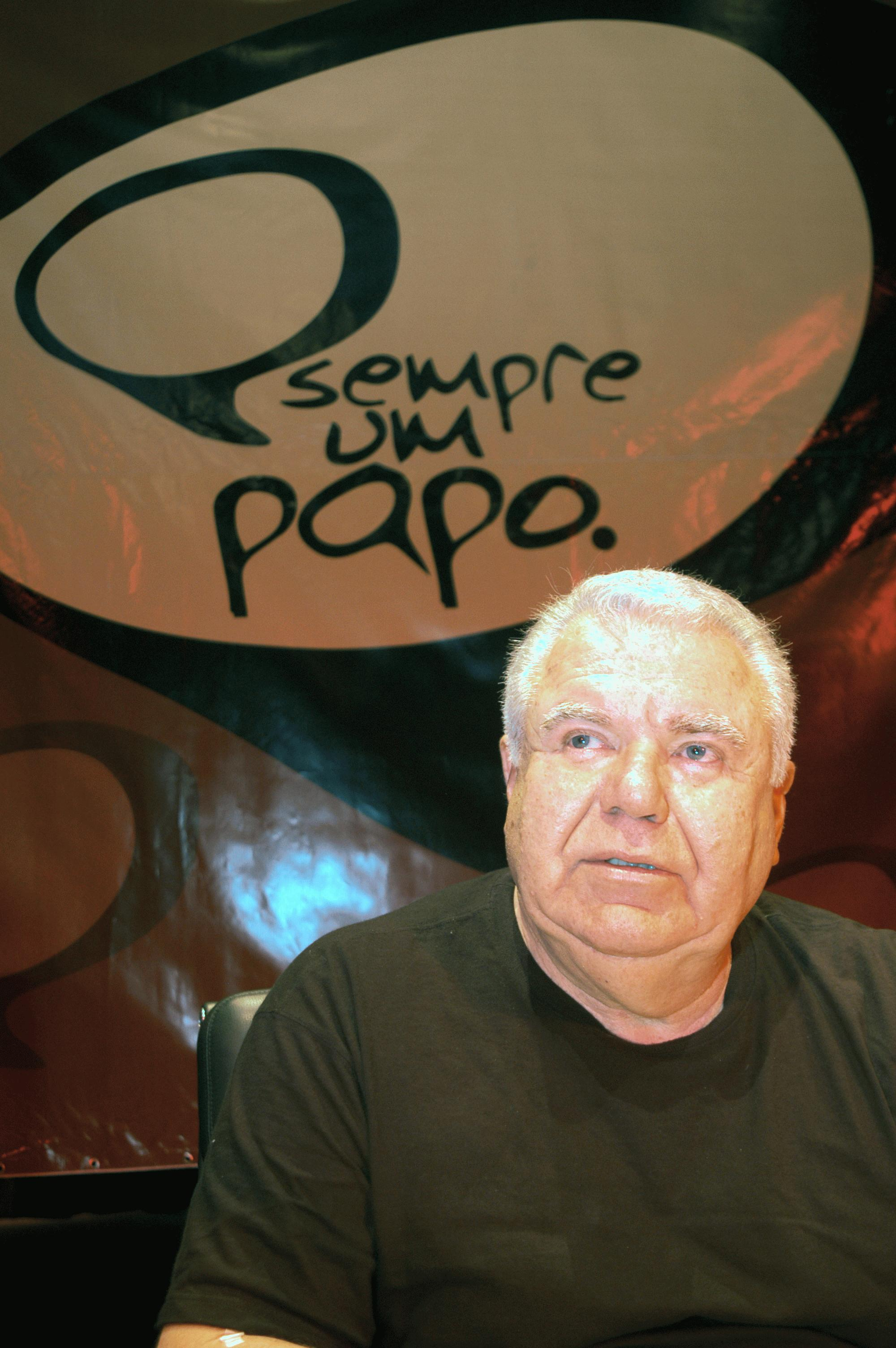
Jaime Lerner, arquiteto e designer do sistema de transportes de Curitiba.

Até a metade da década de 1950 o transporte coletivo de Curitiba era composta por lotações. Os condutores desses ônibus faziam as rotas que davam mais lucro. Nessa época eram poucas as linhas e não existiam horários fixos, com ônibus lotados, gerando grandes lucros para os donos das lotações. Na gestão do prefeito Ney Braga a população pressiona a prefeitura sobre a questão do transporte, então a administração municipal decide que o transporte só poderia ser explorado por empresas de ônibus. A cidade foi divida em setores e cada empresa ficou com uma "parte" da cidade para operar as linhas de ônibus.
O Plano Diretor de Curitiba, foi adotado em 1966 e modificado em 1972 (Lei No. 4199/72). Lerner fechou a Rua XV de Novembro para veículos, porque era muito utilizada por pedestres. O plano teve um novo desenho para minimizar o tráfego rodoviário: o Sistema Trinário de Transporte. Este sistema utiliza três ruas paralelas: na rua central existe uma faixa exclusiva de ônibus e nas bordas uma via lenta que usufruem do comércio local. Nas outras duas ruas laterais uma via rápida com sentidos opostos: um para o centro e outra para os bairros.
Na década de 1970 foi criado o sistema de ônibus expresso que incorporava três abordagens: os ônibus percorriam as vias destinadas ao transporte público do sistema trinário, o modelo de ônibus eram diferentes dos que estavam sendo utilizados na época e o sistema deveria ter regularidade, com o cumprimento rigoroso dos horários. Devido a atritos entre prefeitura e empresas do transporte coletivo só em 1974 o expresso foi inaugurado.
No dia 22 de setembro de 1974 foi inaugurado o tráfego de coletivos em vias exclusivas (os chamados ônibus expressos), mundialmente conhecido por Bus Rapid Transit (BRT - Trânsito Rápido de Ônibus), tornando Curitiba a pioneira neste modelo de gestão de transporte urbano. A apresentação do ônibus expresso ocorreu na Praça Generoso Marques, com uma das vinte unidades disponíveis para operar em dois eixos (região norte e sul de Curitiba) de canaletas.
Em 1979 ainda não havia a integração tarifária da RIT. Os moradores que precisavam se deslocar até o centro de Curitiba deveriam pegar um ônibus alimentador e no terminal pegar um expresso, pagando outra passagem. Os usuários preferiam utilizar os ônibus convencionais que partiam dos bairros direto para o centro. O Instituto de Pesquisa e Planejamento Urbano de Curitiba (IPPUC), então, formulou algumas soluções.
No começo, tíquetes eram distribuídos pela prefeitura, então quando o passageiro pagava um ônibus alimentador recebia um tíquete isentando de pagar o expresso e vice-versa. Isso durou poucas semanas por causa da proliferação de tíquetes falsificados. Na segunda tentativa foi dividido o preço da passagem, em que a pessoa pagava a metade no alimentador e a outra metade no expresso, porém era uma prática injusta que beneficiava quem morava próxima ao centro e só pegava o ônibus expresso, sendo a estratégia abandonada. Já na terceira tentativa o ônibus alimentador era gratuito e sem cobrador e só era preciso pagar o expresso. Como vários alimentadores paravam no terminal seria possível andar de ônibus pelos bairros próximos sem pagar nada. "Aposentados, crianças, namorados ou delinquentes apanhavam os ônibus sem cobrador, iam até o terminal, pegavam outros ônibus e enchiam seus dias de felicidade gratuita de um turismo suburbano, com piqueniques e bebedeiras em trânsito, com mendigos e camelôs estabelecidos no interior dos ônibus" (DUDEQUE, 2010). Na quarta tentativa foi cercar os terminais. Os passageiros pagavam o alimentador e no terminal cercado pegavam outro ônibus. Quem entrasse no terminal pagaria uma passagem para utilizar o transporte coletivo. Nessa época foi criada a linha Interbairros.
Na década de 1990 surge a linha direta, comumente chamada de ligeirinho e as estações tubo, em 1992 começou a circular os biarticulados vermelhos com capacidade de 220 passageiros e em 1996 ocorre a integração entre a rede de transporte de Curitiba com a Rede Metropolitana chamada de RIT-M.
Em 2009 é criada a Linha Verde e em 2011 é apresentado o Ligeirão Azul, sendo a maior inovação de modal desde os biarticulados. Ele tem 28 metros de comprimento e capacidade para 250 passageiros. É movido a biocombustível 100% a base de soja e o ligeirão Azul abre eletronicamente os semáforos.
Em fevereiro de 2015 ocorreram mudanças na Rede Integrada de Transporte. Ônibus das linhas Colombo/CIC, Barreirinha/São José dos Pinhais, Curitiba/Araucária e Curitiba/Campo Largo mudaram o itinerário e passaram a fazer trajetos mais curtos (fato este ocorrendo também com a linha Fazendinha/Tamandaré em maio do mesmo ano). Com isso a Prefeitura de Curitiba criou duas linhas adicionais, a CIC/Cabral e a Barreirinha/Guadalupe. A bilhetagem eletrônica feita pelo Cartão Transporte foi extinta na Região Metropolitana, que passou a usar de um sistema exclusivo para a mesma, o Cartão Metrocard. Isso ocorreu devido ao impasse entre a Prefeitura de Curitiba e o Governo do Paraná, no qual houve a redução do subsidio (de R$ 7,5 para  R$ 2,3 milhões) por parte do governo estadual. A Coordenadoria da Região Metropolitana afirmou, à época, que o custo era menor do que o valor repassado para a URBS.
Após as eleições municipais de 2016, algumas destas linhas voltaram à circular, graças a um acordo que ocasionou o aumento do subsídio para o transporte integrado entre Curitiba e sua região metropolitana. O primeiro trajeto a reaparecer na integração foi o Colombo/CIC, em janeiro de 2017, com outras linhas voltando a operar na sequência. Embora algumas novas linhas tenham também sido criadas (caso dos trajetos Roça Grande/Santa Cândida e Quatro Barras/Santa Cândida), o retorno de outras à integração ainda está em fase de estudos.
Em 2018 foi criada mais uma linha de Ligeirão, cuja operação iniciou-se em 28 de março do referido ano. Trata-se da linha Santa Cândida/Praça do Japão, que faz o mesmo trajeto do Expresso Santa Cândida/Capão Raso, porém com paradas apenas nos terminais e estações centrais, visando diminuir o tempo da viagem. Diferentemente do eixo sul (que é da cor azul), esta nova linha possuem seus ônibus na tradicional cor vermelha. Alguns problemas foram verificados em seu primeiro dia de operação que, tratando-se de um período ainda inicial, deverá passar por melhorias.
Em 2024 a linha foi estendida até o Terminal Pinheirinho, passando a ser denominada Ligeirão Norte/Sul

## Categorias

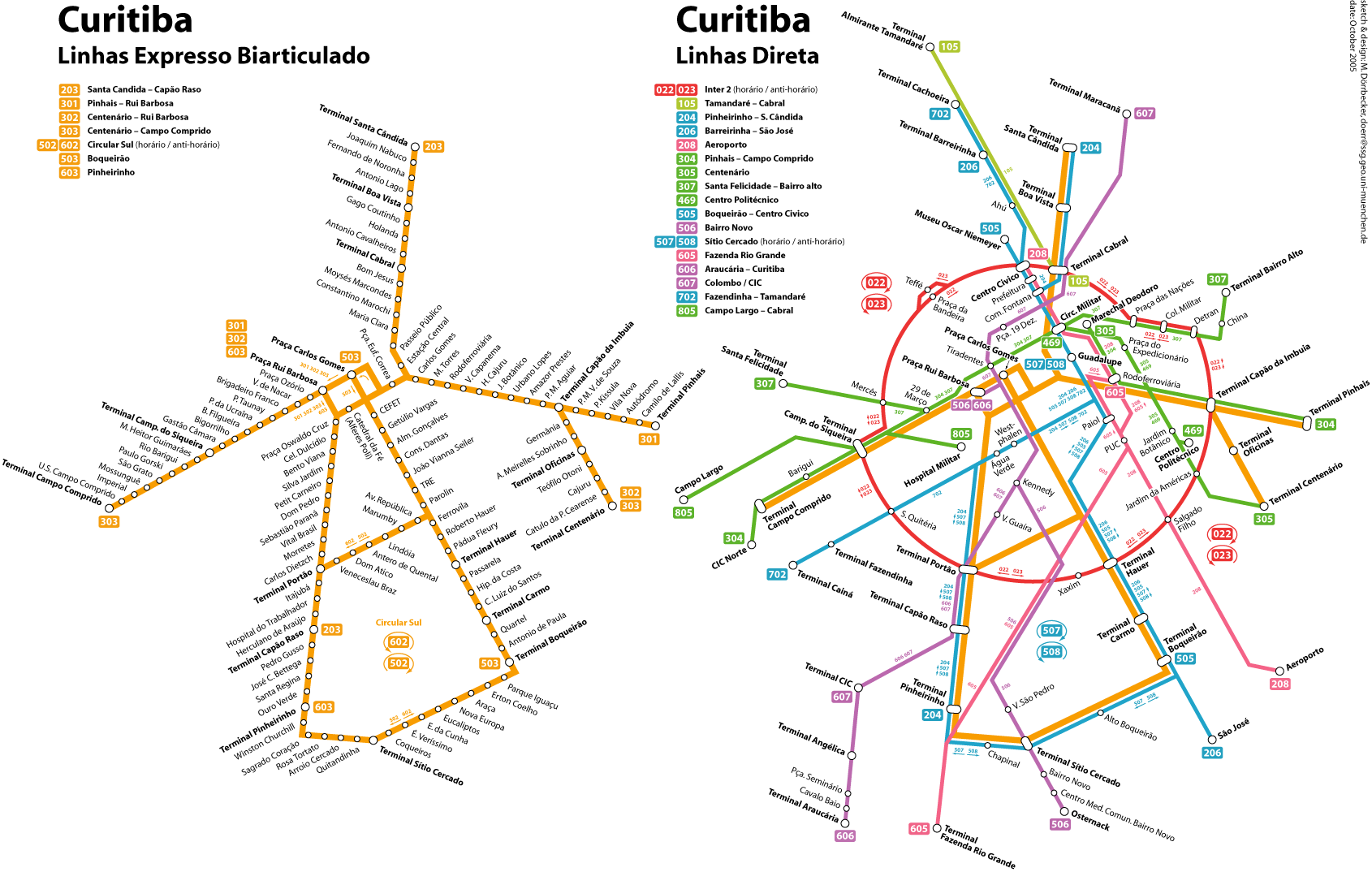
Estações integradas na RIT (mapa 2015).

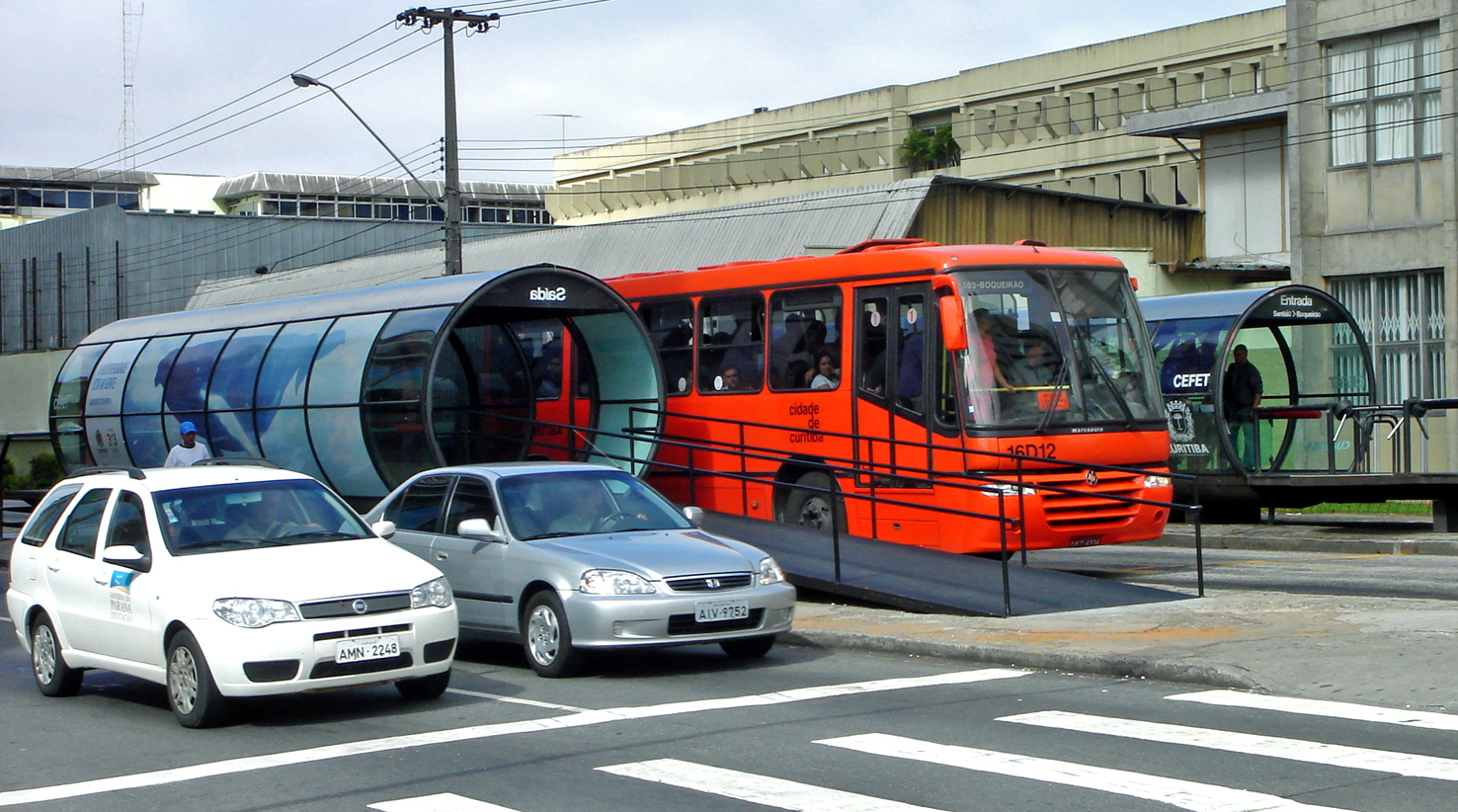
Ônibus na estação tubo.

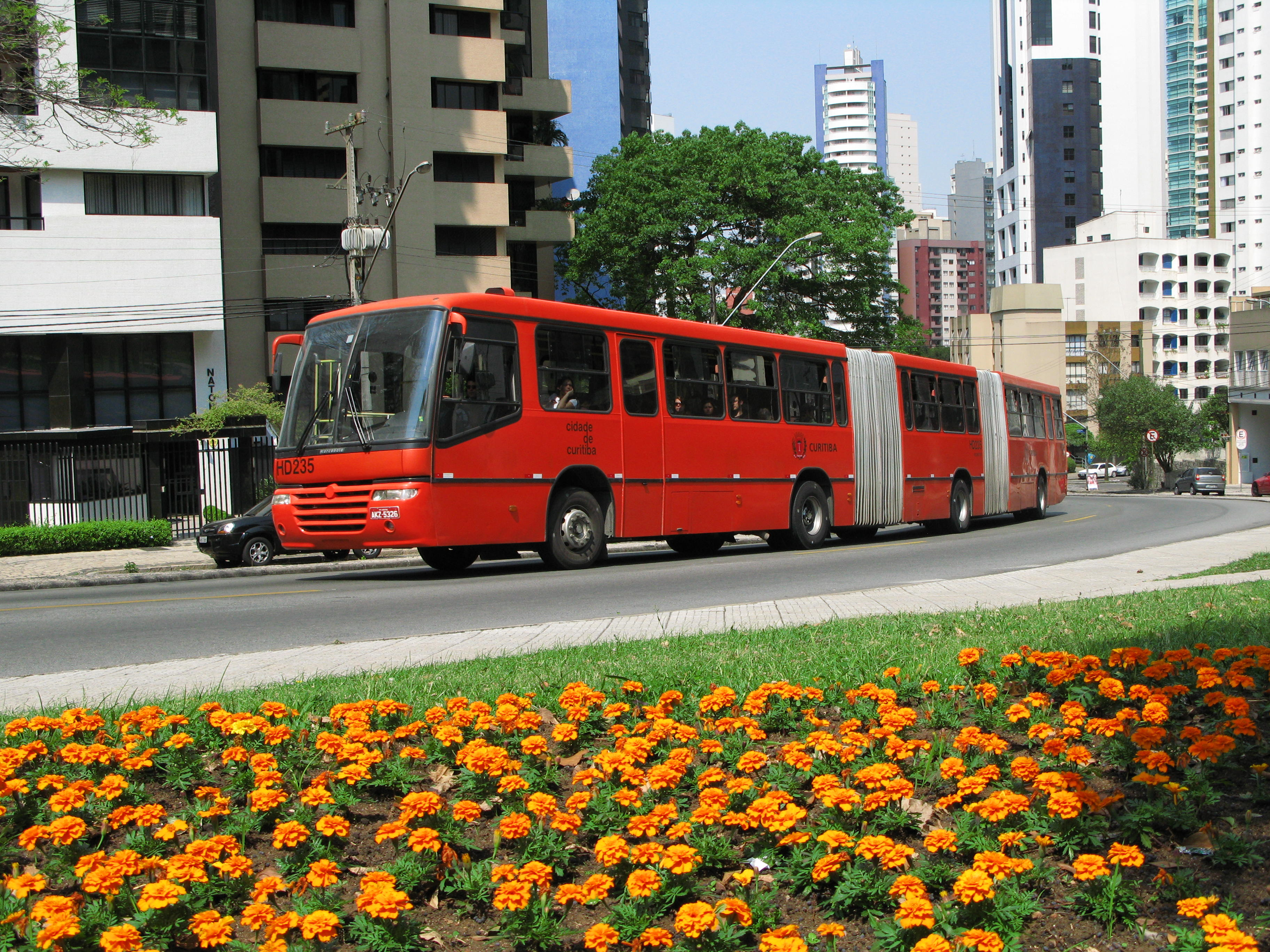
Ônibus Expresso (Expresso Biarticulado).

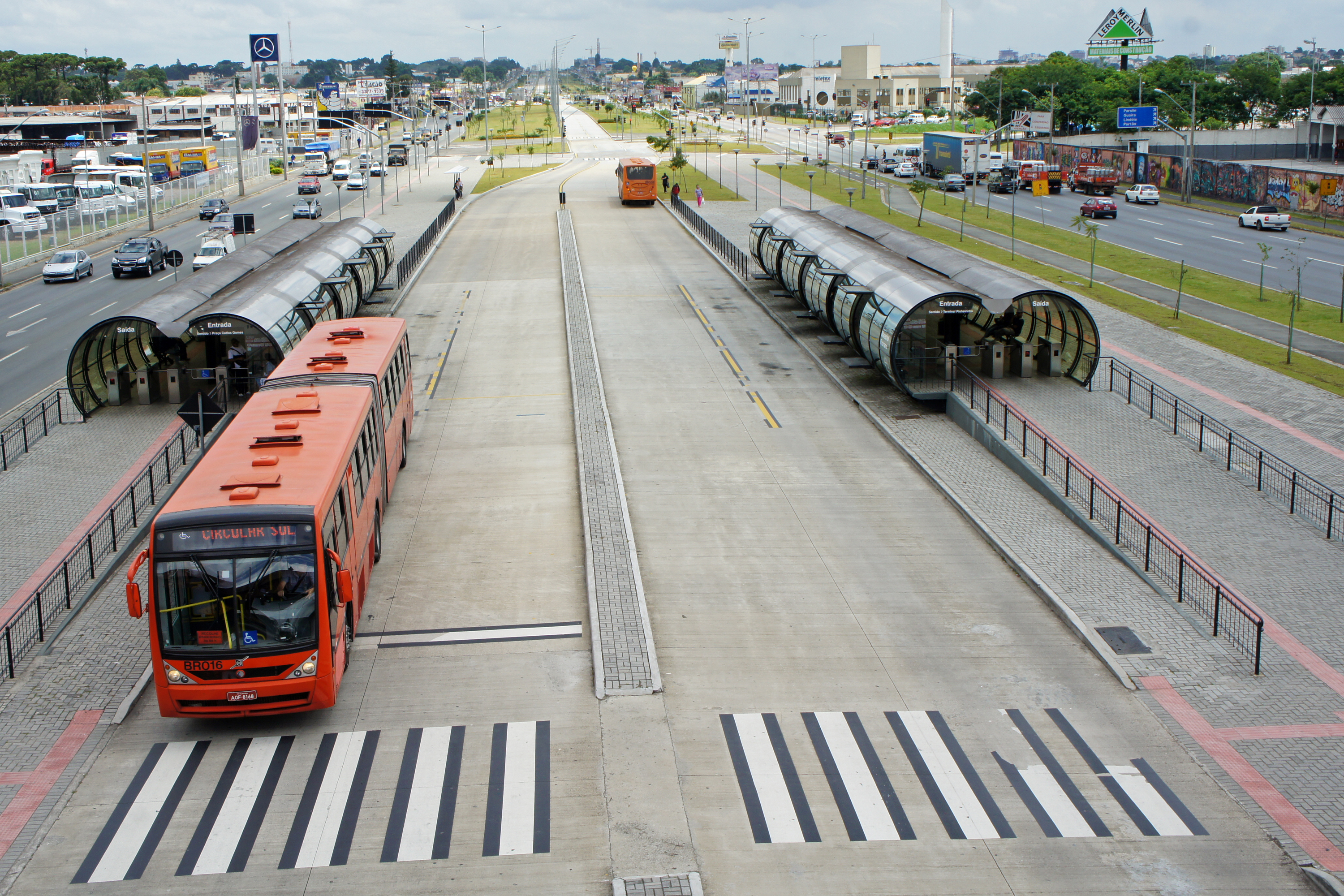
Estação de transferência da RIT (Linha Verde).

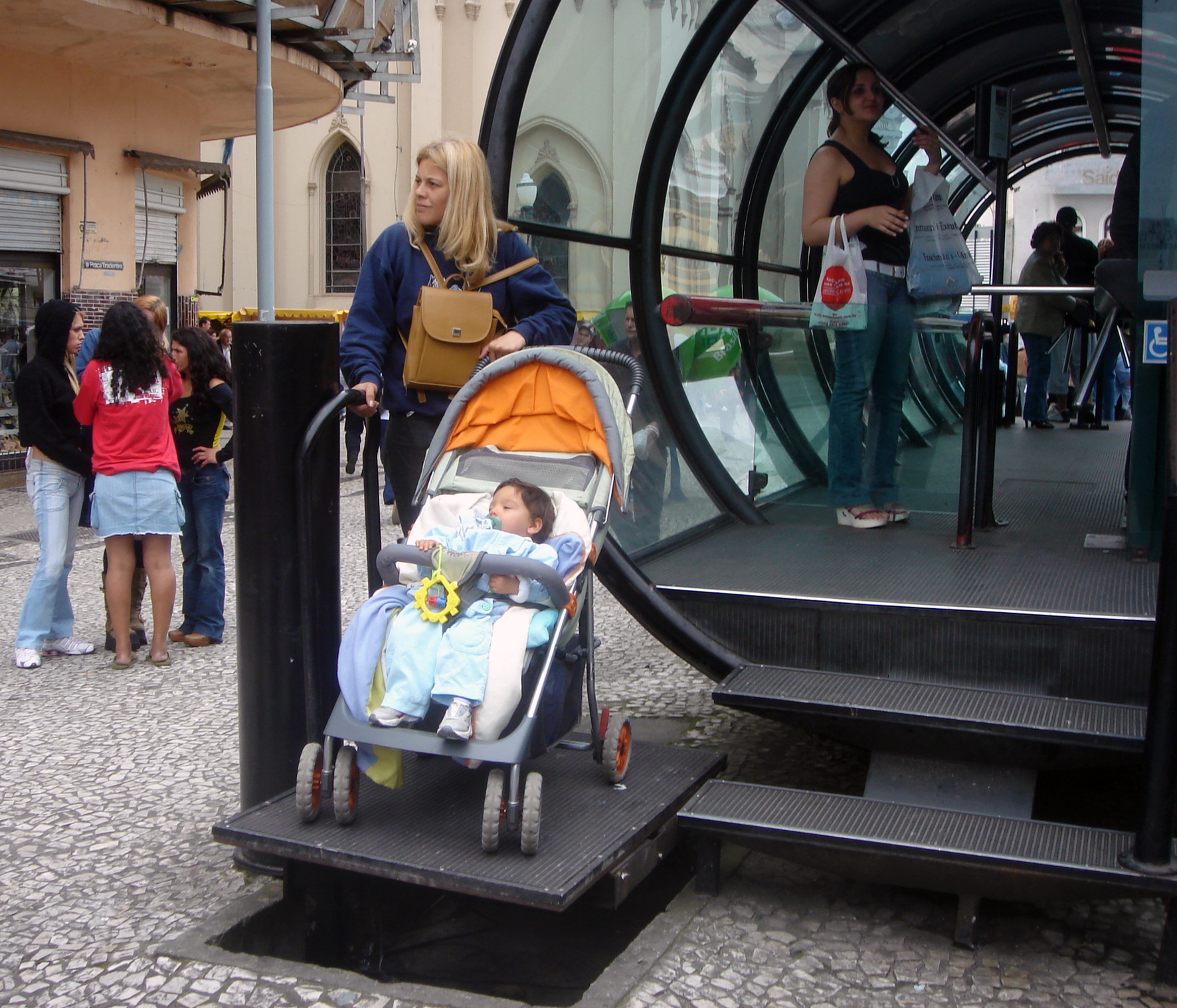
Acessibilidade universal é fornecida no sistema RIT.

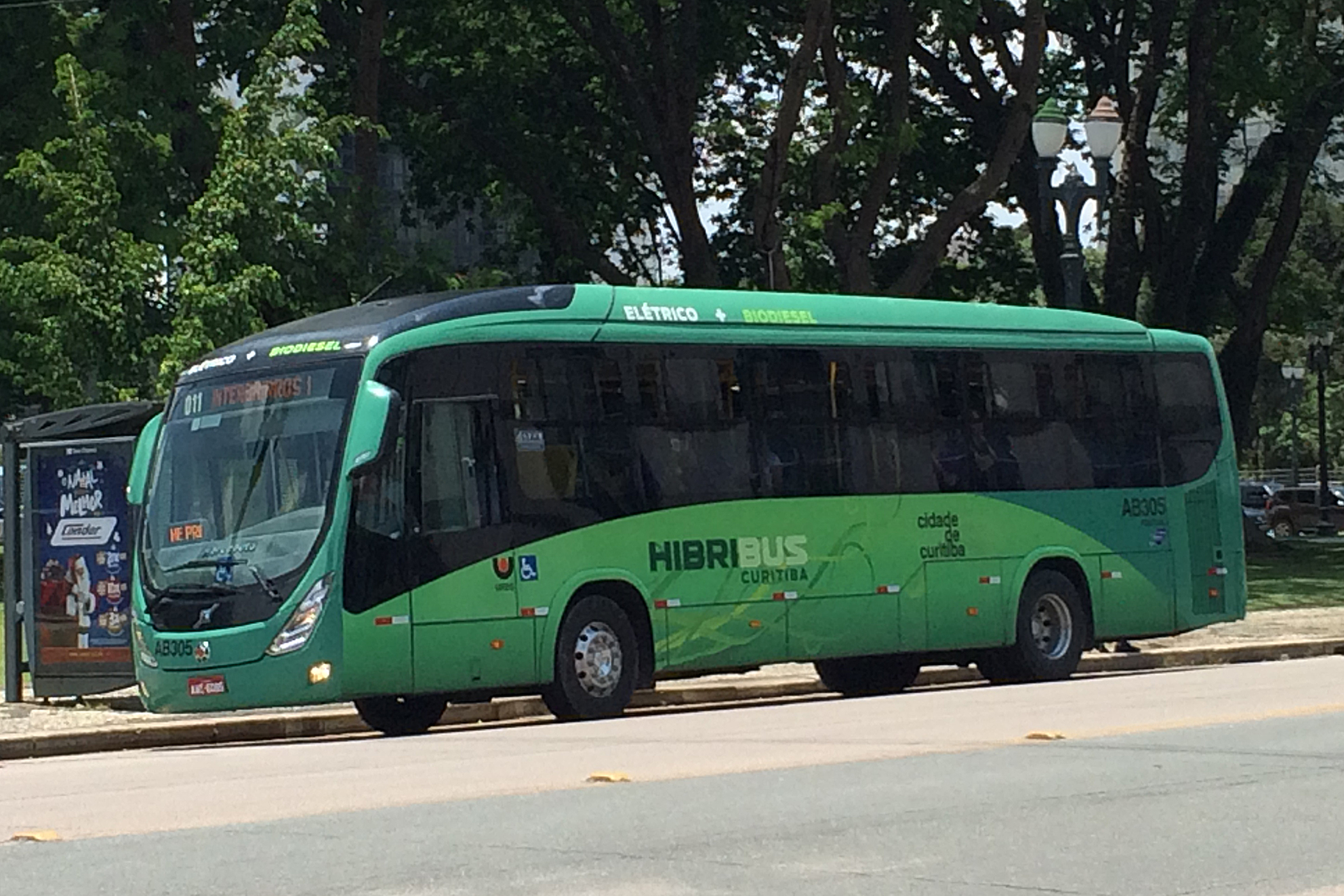
Ônibus híbrido biodiesel-elétrico fabricado pela Volvo no Brasil opera prestando serviço alimentador na RIT.

O transporte coletivo que atende a Curitiba e sua região metropolitana, possui uma padronização em sua pintura. As cores nos ônibus identificam o modal de operação destes veículos que, variavelmente, podem tanto atender uma área da cidade, como fazer uma ligação direta até o centro ou outros terminais, por exemplo.
- Expresso: São operadas por veículos articulados (20 metros) e biarticulados (25 e 28 metros) que trafegam pelos Eixos, com embarque em nível pelas estações tubo. Algumas linhas ligam os Terminais de Integração ao centro de Curitiba (Ex.: 503 - Boqueirão, via Eixo Boqueirão) e outras ligam um Eixo a outro, podendo passar pelo Centro (Ex.: 303 - Centenário/Campo Comprido, ligando os Eixos Oeste e Leste; 203 - Santa Cândida/Capão Raso, ligando os Eixos Norte e Sul) ou não (Ex.: 502 - Circular Sul, ligando os Eixos Sul e Boqueirão; 350 - Atuba/Pinheirinho, ligando a Linha Verde inteira.

Os expressos podem ser vermelhos. Os expressos vermelhos - também chamados de paradores - têm paradas a cada 500 metros. Possui também os chamados Ligeirões, como o Vermelho (250 - Ligeirão Norte/Sul - que liga o Terminal Santa Cândida ao Terminal Pinheirinho, parando em terminais e na região central; 350 - Ligeirão Linha Verde - Atuba/Pinheirinho - que liga parte no trecho norte da Linha Verde ao Terminal Pinheirinho), e a categoria Azul - com paradas a cada 1km, sendo mais rápidos que os paradores. Há apenas duas linhas que utilizam os azulões: 500 - Ligeirão Boqueirão, que liga o Terminal Boqueirão à Praça Carlos Gomes, parando apenas em cinco estações, reduzindo o tempo do trajeto da linha 503, que faz o mesmo trajeto mas parando em mais estações, de 33 para 18 minutos; e 550 - Ligeirão Pinheirinho/Carlos Gomes, que liga o Terminal Pinheirinho à Praça Carlos Gomes, passando pela Linha Verde. 
- Alimentador: São operadas por veículos tipo micro especial, comum, padron, semipadron ou articulado, na cor laranja. Ligam os bairros até os Terminais de Integração (Ex.: 643 - Umbará) ou um Terminal a outro, passando pelos bairros (Ex.: 924 - Santa Felicidade/Santa Cândida). Alguns alimentadores fazem conexão com as estações tubo da Linha Verde (Ex.: 621 - Fanny).

- Interbairros: São operadas por veículos tipo comum, padron, híbrido ou articulado, na cor verde, que ligam os diversos bairros e Terminais sem passar pelo centro. Existem 6 linhas Interbairros em Curitiba;
  - 010/011 - Interbairros I - Linha circular que não faz conexão com nenhum terminal, mas faz integração com a RIT através da linha verde. Criada em 1980, ela passa pelo Centro Cívico, ligando vários bairros da região central e a estação PUC, além da própria universidade, fazendo um trajeto de 17 km no sentido horário e 19 km no anti-horário. No ano de 2013, passou a contar com um sistema chamado integração temporal, no qual o usuário pode realizar outra conexão fora do terminal com qualquer outra linha de ônibus, desde que não seja no próprio Interbairros I e sem descontar outra passagem, dentro de um limite estimado de tempo;
  - 020/021 - Interbairros II - A primeira linha desta categoria em Curitiba foi implantada em 1979, com um trajeto de 42 km que liga os cinco eixos da cidade. Passa pelos terminais Cabral, Campina do Siqueira, Capão Raso, Hauer e Capão da Imbuia;
  - 030 - Interbairros III - Criada em 1980, faz o mais longo trajeto desta categoria, com 60 km de extensão ao somar ida e volta. Linha perimetral que liga o Eixo Sul (Terminal Capão Raso) ao Eixo Norte (Terminal Santa Cândida), atravessando os Eixos Boqueirão (Terminal Carmo) e Leste (Terminal Oficinas), além de passar pelo bairro Uberaba;
  - 040 - Interbairros IV - Criada em 1980, ela tem 46 km de extensão e serve como linha perimetral que liga o Terminal Pinheirinho ao Terminal Santa Felicidade, passando pela CIC. Antigamente o trajeto da linha era maior, pois ligava os Terminais Boqueirão ao de Santa Felicidade, tendo sido encurtada em 1999 com a criação das linhas 502/602 - Circular Sul;
  - 050 - Interbairros V - Criada em 1988, ela tem 25 km de extensão e serve como perimetral que liga os Terminais Oficinas ao Fazendinha, passando pelo Centro Politécnico e pela PUC;
  - 060 - Interbairros VI - Criada em 1988, ela tem 39 km de extensão e serve como perimetral de ligação entre o Eixo Oeste (Terminal Campo Comprido) e o Eixo Sul (Terminal Pinheirinho), passando pela CIC. Antes da criação da Linha Verde, ligava o Campo Comprido até o Colégio Militar, passando pela rodovia BR116 e pela Avenida Juscelino Kubitschek de Oliveira.[27]

- Linha Direta: Operam com veículos tipo padron ou articulados, na cor cinza, com paradas em média a cada 3km, com embarque e desembarque em nível nas estações tubo. São linhas complementares, principalmente das linhas expressas e interbairros. Ex.: 505 - Boqueirão/Centro Cívico

- Troncais: Operam com veículos tipo micro especial, comum, padron, semipadron, híbrido ou articulados, na cor amarela ou laranja, que ligam os Terminais de integração ao centro da cidade, utilizando vias compartilhadas. Ex.: 207 - Cabral-Osório, 205 - Barreirinha e 701 - Fazendinha.

- Convencional: Operam com veículos tipo micro, micro especial comum, padron, semipadron, híbrido ou articulado, na cor amarela ou laranja, que ligam os bairros ao centro, sem integração. Ex.: 561 - Guilhermina e 464 - Alcides Munhoz-Jardim Botânico.

- 979 - Linha Turismo: Com saída do centro, passa pelos principais parques e pontos turísticos da cidade. Possui tarifa diferenciada (R$50,00) e aceita dinheiro ou cartão.

- Ensino Especial (SITES): Sistema Integrado de Transporte do Ensino Especial que atende a rede de 35 escolas especializadas para portadores de deficiência física e/ou mental (sem custo para o usuário). O transporte especial por pessoas portadoras de deficiência feita através do SITES atualmente transporta 2,1 mil alunos por dia em linhas que atendem a escolas especializadas. Operadas por veículos micro especiais e comuns adaptadas.

- Acesso: Transporte Especial criado para conduzir as pessoas com deficiência que possuem um alto grau de comprometimento, sem autonomia ou independência funcional, relacionado aos aspectos motor, intelectual ou emocional e que não conseguem utilizar os demais meios de transporte coletivos existentes. A linha operada por 09 micro-ônibus atende em média, 100 usuários por mês, o serviço apanha os usuários em suas residências, levando-os diretamente aos serviços de saúde para consultas, exames, habilitação e reabilitação e, após o atendimento, reconduz às suas residências.[28][29]

- Madrugueiro: Linhas que atendem à noite. Geralmente utilizadas pelos operadores do sistema (motoristas e cobradores), iniciando a jornada de trabalho. Operada por veículos tipo micro especial, comum, padron, semipadron ou articulado. Ex.: 519 - Madrugueiro São Francisco/Iguape.

## Terminais

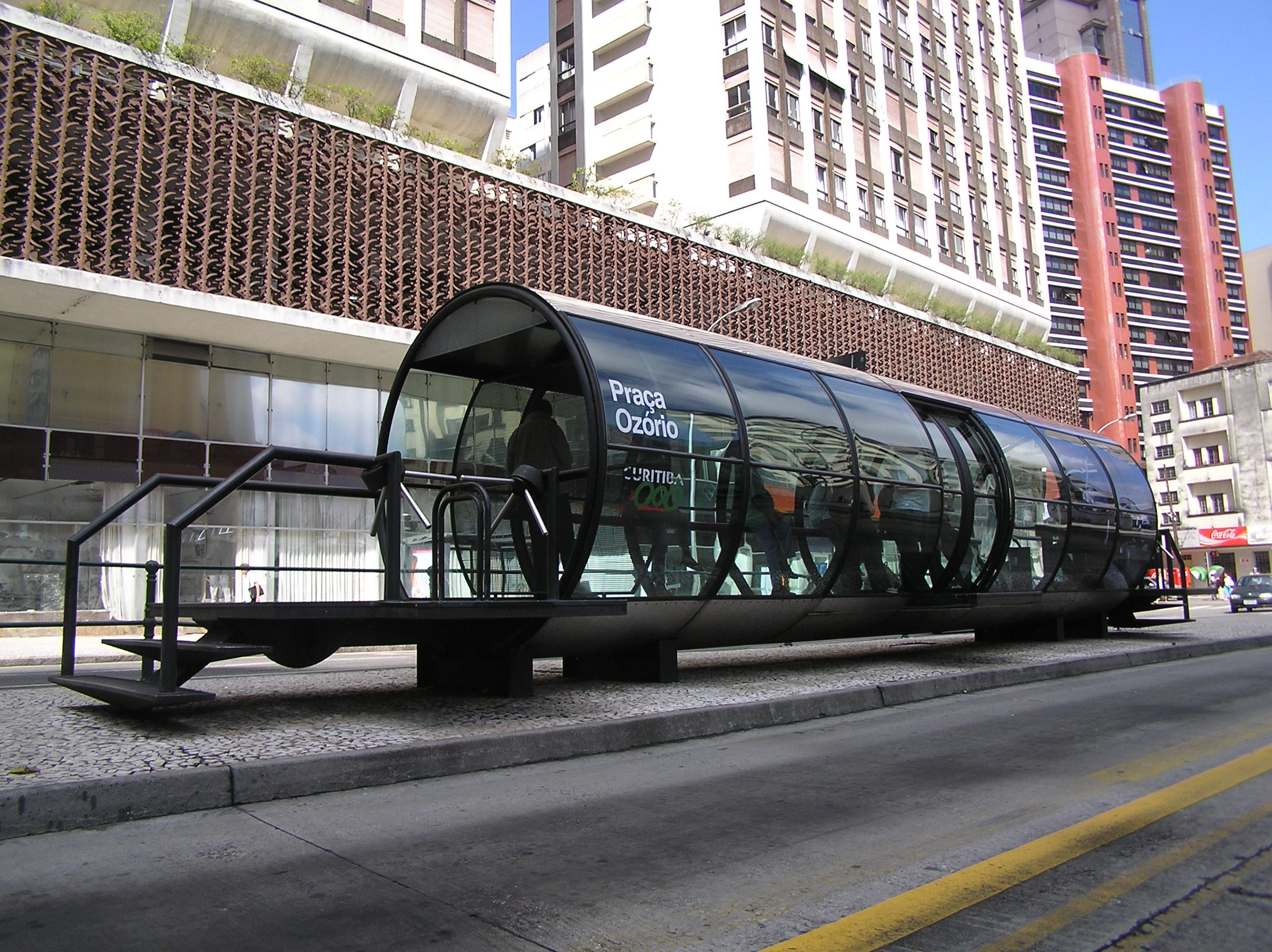
Estação tubo do ônibus expresso biarticulado que atende a RIT (Rede Integrada de transporte).

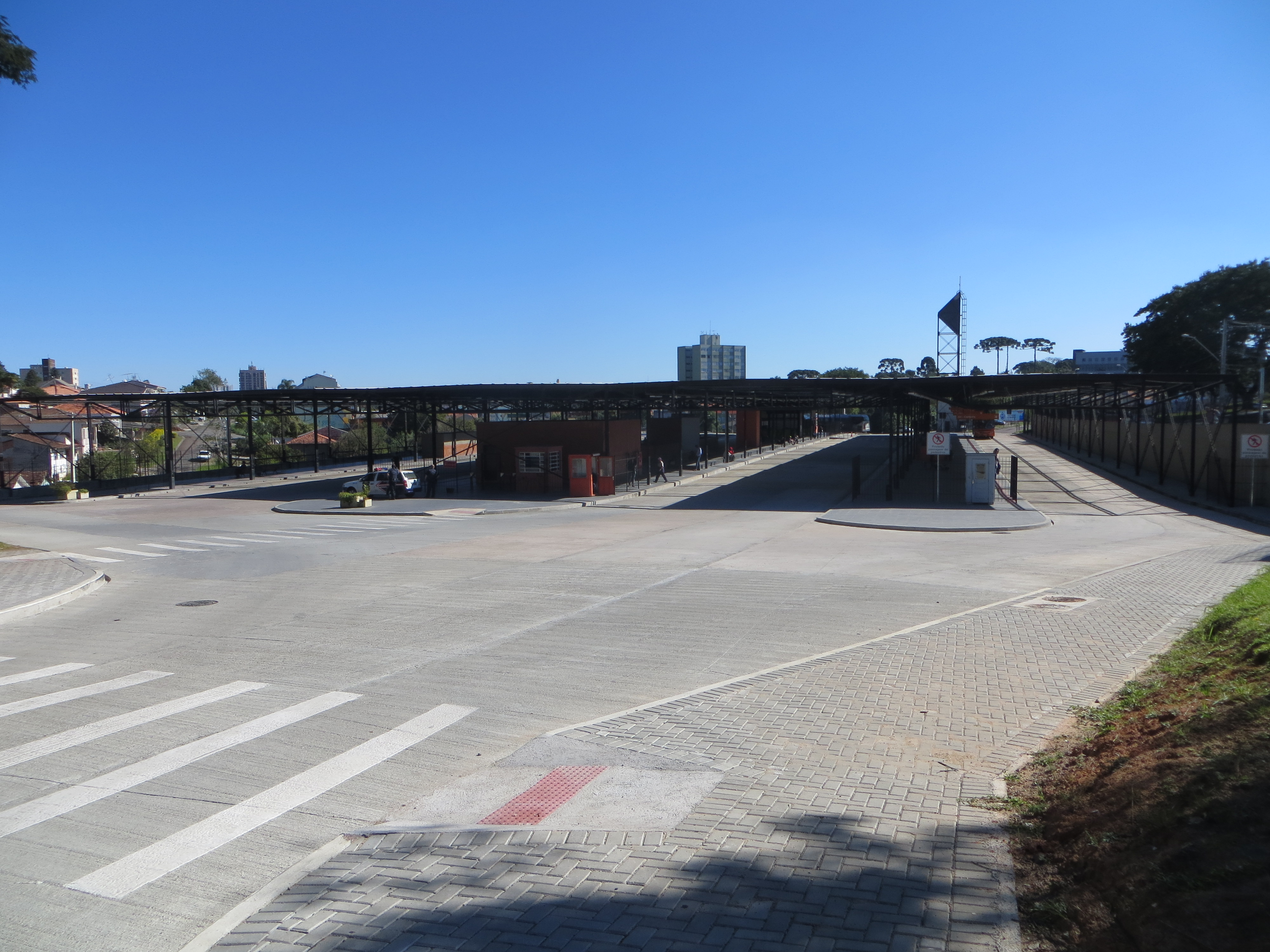
Santa_Cândida_Curitiba_Terminal_do_Santa_Cândida_(4)

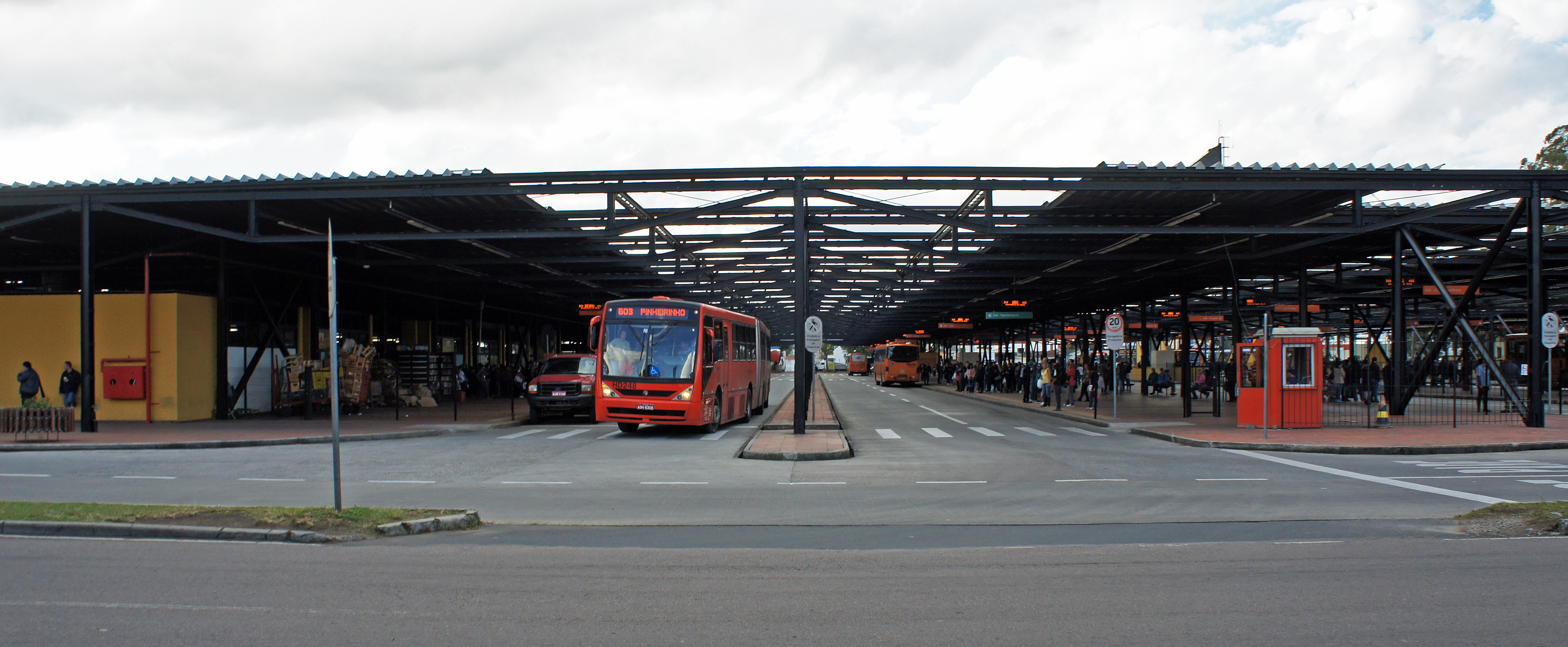
Terminal_Pinheirinho_BRT_Curitiba_05_2013_6565

Curitiba possui vinte e dois terminais integrados, isto é, neles é possível realizar a transferência de um  ônibus para o outro com a mesma passagem (sem custo adicional para o usuário completar sua viagem). Esta tarifa integrada foi uma das inovações do sistema de transporte coletivo urbano (RIT), datada do início dos anos de 1980 e que vigora até os dias atuais. 

Estes terminais estão localizados em vias de grande circulação e contam, em boa parte, com vias exclusivas para ônibus (canaletas), que oferecem aos usuários flexibilidade e facilidade no transporte, independentemente da distância.
- Terminal Bairro Alto
- Terminal Barreirinha
- Terminal Boa Vista
- Terminal Boqueirão
- Terminal Cabral
- Terminal Campina do Siqueira
- Terminal Campo Comprido
- Terminal Capão da Imbuia
- Terminal Capão Raso
- Terminal Caiuá
- Terminal Carmo
- Terminal Centenário
- Terminal CIC
- Terminal Fazendinha
- Terminal Hauer
- Terminal Pinheirinho
- Terminal Portão
- Terminal Santa Cândida
- Terminal Santa Felicidade
- Terminal Sítio Cercado
- Terminal Tatuquara
- Terminal Vila Oficinas

Existem terminais e pontos de concentração de linhas de transporte não integrados. Eles englobam as linhas de ônibus que fazem conexão direta entre o centro da cidade e os bairros da capital, além de servirem algumas cidades da região metropolitana. São estes:
- Praça Carlos Gomes
- Praça Santos Andrade
- Praça Tiradentes
- Terminal Guadalupe (integração temporal)
- Terminal Praça Rui Barbosa (integração temporal)[30]
- Praça 19 de Dezembro
- Praça Osório
- Praça Zacarias
- Rodoferroviária
- Círculo Militar
- Travessa Nestor de Castro
- PUC
- Travessa Moreira Garcez
- AV Marechal Floriano Peixoto
- Centro Politécnico

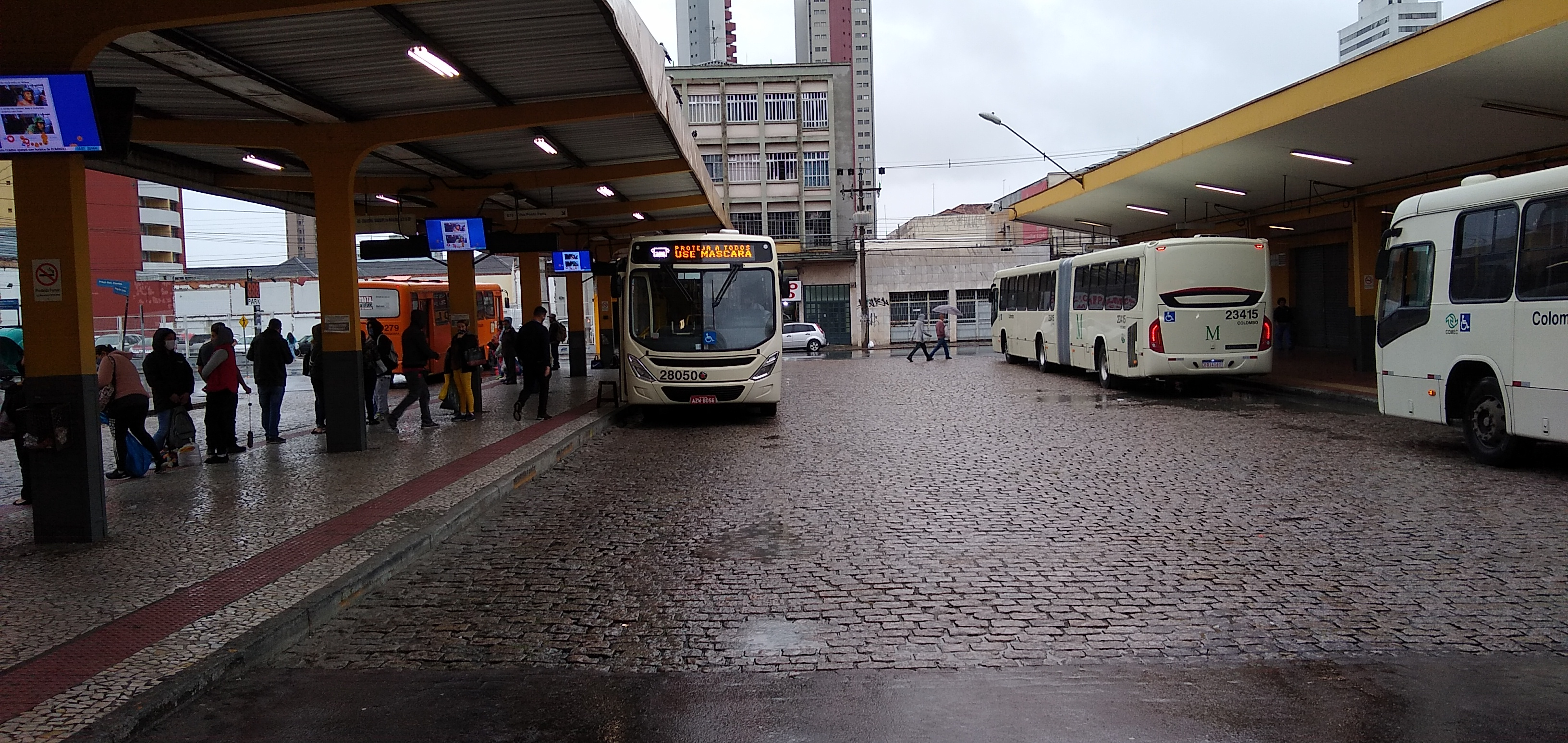
Mensagem_educativa_referente_a_Covid-19

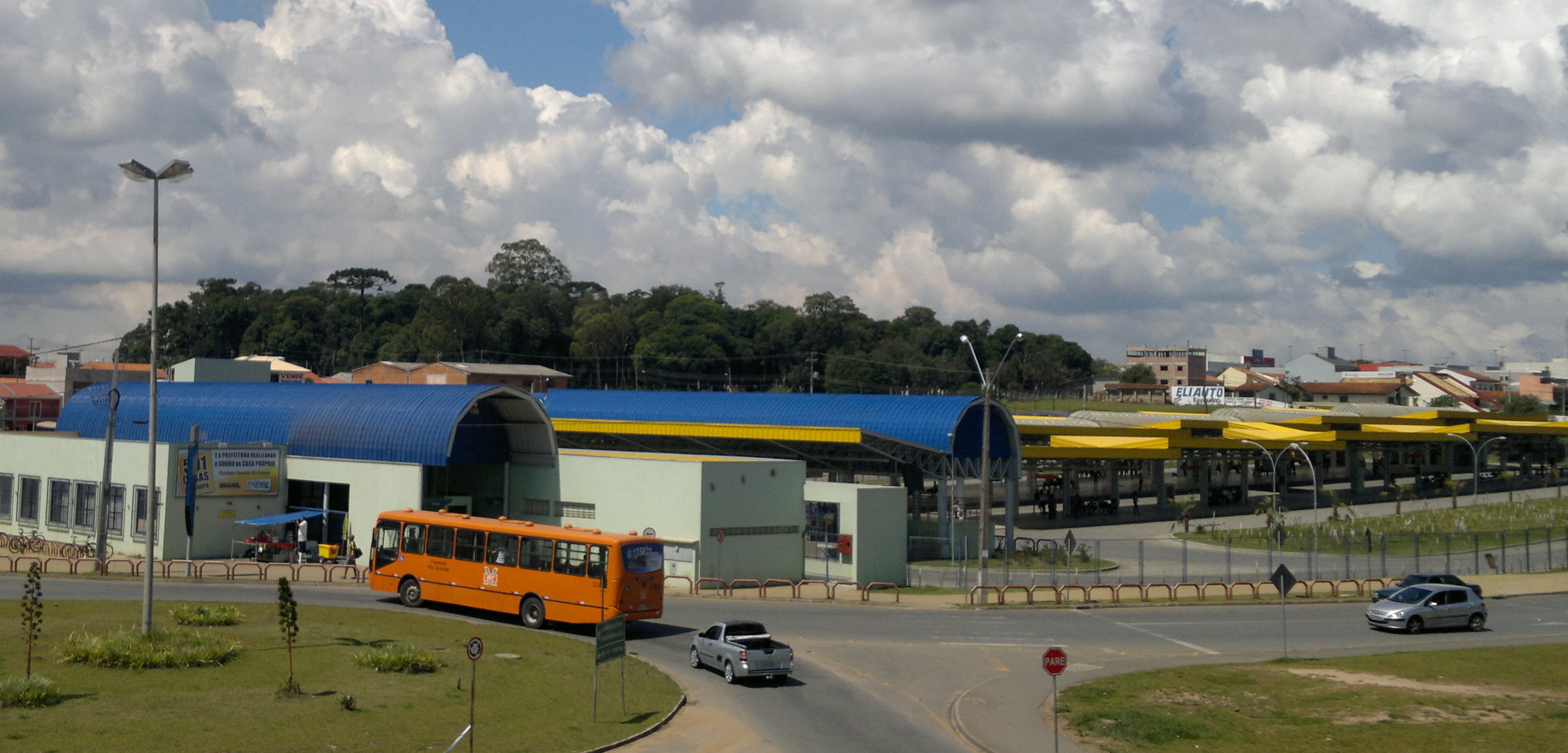
Terminal de Fazenda Rio Grande, após sua reconstrução e que atende à RIT.

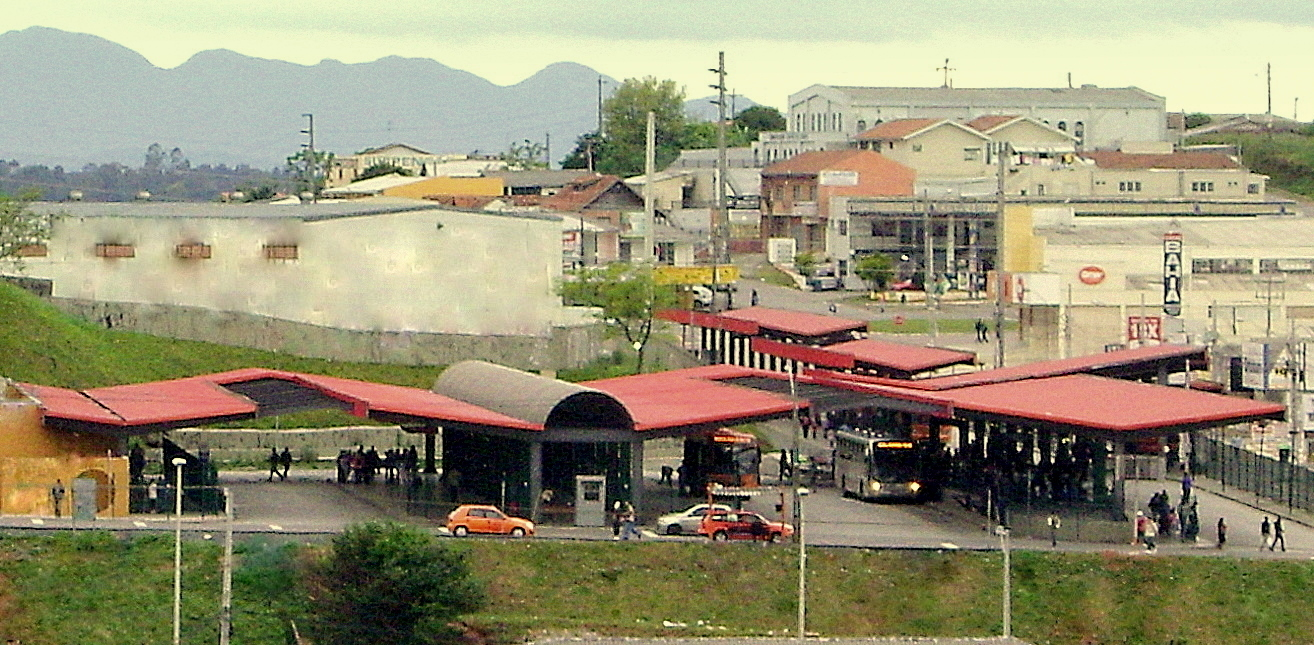
O Terminal Maracanã, localizado em Colombo, é um dos mais movimentados da Região Metropolitana de Curitiba.

Também existem na RMC terminais ligados, direta ou indiretamente, à Rede integrada de Transporte (formando a ligação RIT).
- Terminal Afonso Pena (São José dos Pinhais, integrado RIT)
- Terminal Angélica (Araucária, integrado RIT)
- Terminal Araucária (Araucária, centro, integrado RIT)
- Terminal Balsa Nova (Balsa Nova, sem integração RIT)
- Terminal Cachoeira (Almirante Tamandaré, integrado RIT)
- Terminal SEDE de Campina Grande do Sul (Campina Grande do Sul, centro, sem integração RIT)
- Terminal Campo Largo (Campo Largo, integração seccionada RIT)
- Terminal Central de São José dos Pinhais (São José dos Pinhais, integrado RIT)
- Terminal SEDE de Colombo (Colombo, centro, sem integração RIT)
- Terminal Fazenda Rio Grande (Fazenda Rio Grande, integrado RIT)
- Terminal Guaraituba (Colombo, integrado RIT)
- Terminal Jardim Paulista (Campina Grande do Sul, integrado RIT)
- Terminal Rodoviário Mandirituba (Mandirituba, sem integração RIT)
- Terminal Maracanã (Colombo, integrado RIT)
- Terminal Pinhais (Pinhais, integrado RIT)
- Terminal Quatro Barras (Quatro Barras, integrado RIT) [18]
- Terminal Roça Grande (Colombo, integrado RIT) [34]
- Terminal Tamandaré (Almirante Tamandaré, integrado RIT)
- Terminal Piraquara (Piraquara, integração seccionada RIT)
- Terminal São Roque (Piraquara, integração seccionada RIT)

Importante destacar o antigo terminal do sistema SITES (Sistema de Transporte do Ensino Especial) que, embora não seja integrado com o a RIT, faz a ligação entre as escolas especiais da cidade.
Existe a previsão para a ampliação de alguns terminais de Curitiba.